# Liste der Baudenkmäler in Grafenwiesen

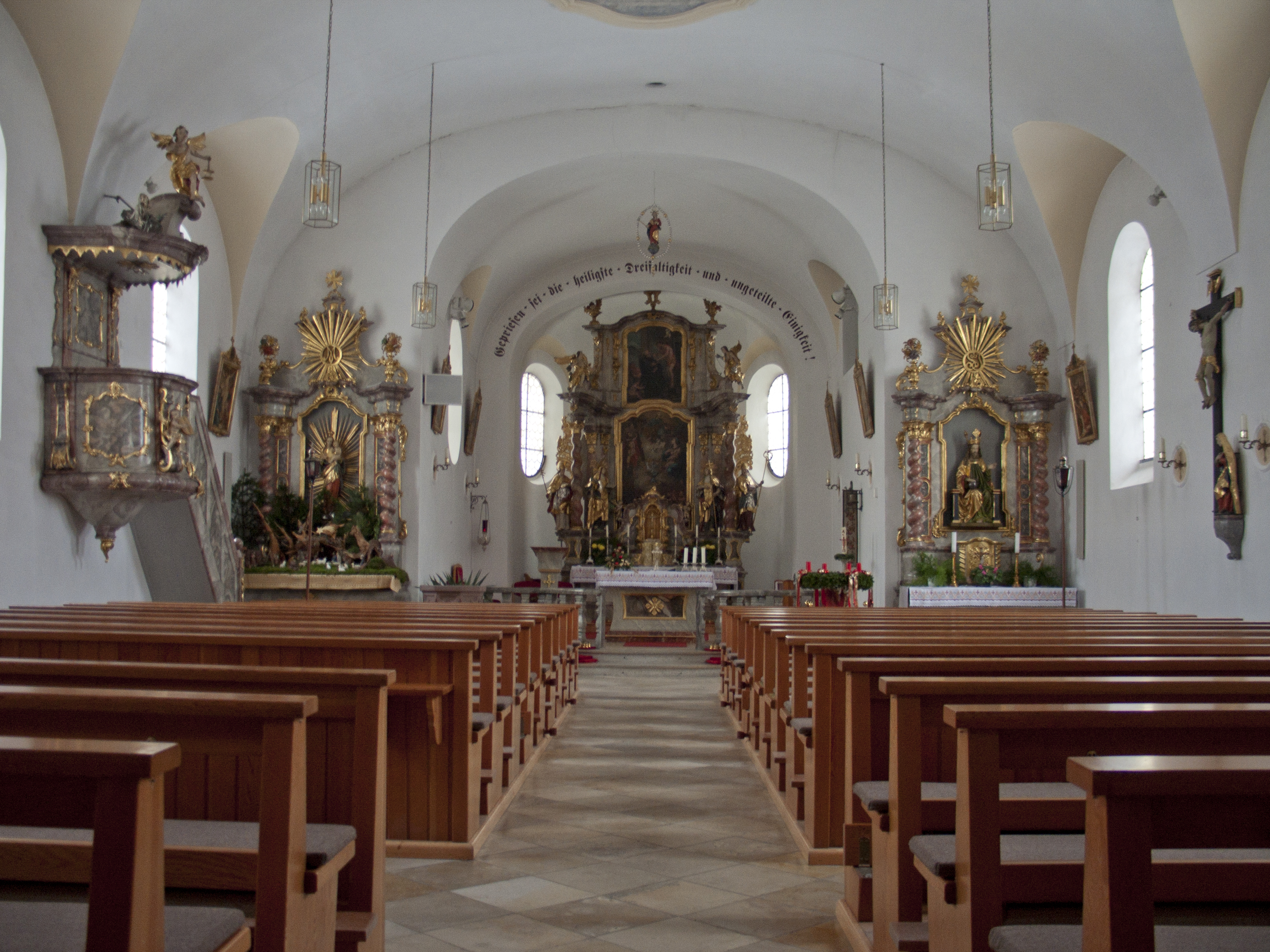
Innenraum von Hl. Dreifaltigkeit in Grafenwiesen

Auf dieser Seite sind die Baudenkmäler in der Oberpfälzer Gemeinde Grafenwiesen zusammengestellt. Diese Tabelle ist eine Teilliste der Liste der Baudenkmäler in Bayern. Grundlage ist die Bayerische Denkmalliste, die auf Basis des Bayerischen Denkmalschutzgesetzes vom 1. Oktober 1973 erstmals erstellt wurde und seither durch das Bayerische Landesamt für Denkmalpflege geführt wird. Die folgenden Angaben ersetzen nicht die rechtsverbindliche Auskunft der Denkmalschutzbehörde.

## Baudenkmäler nach Ortsteilen

### Grafenwiesen
| Lage                               | Objekt                                       | Beschreibung | Akten-Nr.             | Bild           |
| ---------------------------------- | -------------------------------------------- | --- | --------------------- | -------------- |
| Schloßweg 1 (Standort)             | Ehemaliges Schloss                           | Von der einstigen Vierflügelanlage erhalten Südflügel und zweigeschossiger Westflügel mit Stumpf des Nordflügels, Walmdach und Durchfahrt, 1612–20, Südflügel bei Brauereiausbau 1941 aufgestockt | D-3-72-130-2 Wikidata | weitere Bilder |
| Schönbuchener Straße 9 (Standort)  | Ehemaliges Wohnstallhaus                     | Eingeschossiger und traufständiger Satteldachbau mit Blockbauteilen und Kniestock, Mitte 19. Jahrhundert                                                                                          | D-3-72-130-3 Wikidata | BW             |
| Schönbuchener Straße 25 (Standort) | Katholische Kuratiekirche Hl. Dreifaltigkeit | Saalbau mit eingezogenem Chor, Walmdach und Fassadenturm mit Zwiebelhaube, Neurokoko, 1920–23; mit Ausstattung                                                                                    | D-3-72-130-5 Wikidata | weitere Bilder |

### Berghäuser
| Lage                     | Objekt      | Beschreibung                                                                                              | Akten-Nr.             | Bild |
| ------------------------ | ----------- | --- | --------------------- | ---- |
| Berghäuser 20 (Standort) | Waldlerhaus | Eingeschossiger und giebelständiger Blockbau mit Flachsatteldach und Kniestock, 1. Hälfte 19. Jahrhundert | D-3-72-130-1 Wikidata | BW   |

### Schönbuchen
| Lage                      | Objekt                                | Beschreibung | Akten-Nr.             | Bild           |
| ------------------------- | ------------------------------------- | --- | --------------------- | -------------- |
| Schönbuchen 10 (Standort) | Katholische Wallfahrtskirche St. Anna | Saalbau mit eingezogenem Chor, Satteldach und verschindeltem Dachreiter mit Zwiebelhaube, 1692, 1710 erweitert; mit Ausstattung | D-3-72-130-7 Wikidata | weitere Bilder |

### Zittenhof
| Lage                    | Objekt  | Beschreibung                                                                               | Akten-Nr.             | Bild    |
| ----------------------- | ------- | ------------------------------------------------------------------------------------------ | --------------------- | ------- |
| Zittenhof 20 (Standort) | Kapelle | Giebelständiger Satteldachbau mit vorgezogenem Dach, Granitbruchstein, 18./19. Jahrhundert | D-3-72-130-8 Wikidata | Kapelle |